# Leptoperilissus denudator
Leptoperilissus denudator är en stekelart som först beskrevs av Aubert 1971.  Leptoperilissus denudator ingår i släktet Leptoperilissus och familjen brokparasitsteklar. Inga underarter finns listade i Catalogue of Life.